# 954 a.C.

## Eventos
- Nadabe, filho de Jeroboão, sucede a seu pai como rei de Israel. Ele reinaria até o ano seguinte, quando seria morto por Baasa.[1]

## Mortes
- Jeroboão, o primeiro rei das dez tribos de Israel, após a divisão do reino de Salomão entre Israel, no norte, e Judá, no sul.[1]
- Tersipo, um dos arcontes hereditários de Atenas.[2][Nota 1]